# ブタ・ゼガ空港
ブタ・ゼガ空港（Buta Zega Airport)とは、コンゴ民主共和国のブタにある空港である。この空港の標高は420mである。

## 設備
アスファルトに覆われた横幅30m、2100mの長さがある１本の滑走路を有する。